# Homecoming (canção de Hey Monday)
"Homecoming" é o primeiro single da banda norte-americana Hey Monday do album Hold on Tight. Ela foi liberada no dia 7 de outubro de 2008 nos Estados Unidos.

## Video clipe
O primeiro video clipe da banda Hey Monday é uma música bem agitada e cheia de energia. O video clipe mostra a vocalista (Pope) e sua relação com o ex-namorado. Quando ela entra numa pista de boliche ela se depara com uma amiga  e seu namorado (que é o ex de Pope). Durante o clipe é mostrado flash backs do tempo dos dois juntos antes de Pope revelar a amiga o tipo de namorado que ele é. Enquanto isso, há flashs da banda se apresentado frente a uma pequena platéia.

## Charts
| Paradas musicais             | Posição |
| ---------------------------- | ------- |
| Austrália ARIA Singles Chart | 97      |
| Japão Hot 100                | 27      |